# العلاقات الإكوادورية المارشالية
العلاقات الإكوادورية المارشالية هي العلاقات الثنائية التي تجمع بين الإكوادور وجزر مارشال.

## مقارنة بين البلدين
هذه مقارنة عامة ومرجعية للدولتين:
| وجه المقارنة                                              | الإكوادور                      | جزر مارشال                     |
| --------------------------------------------------------- | ------------------------------ | ------------------------------ |
| المساحة (كم2)                                             | 283.56 ألف                     | 181                            |
| عدد السكان (نسمة)                                         | 16.62 مليون                    | 53.13 ألف                      |
| الكثافة السكانية (ن./كم²)                                 | 58.61                          | 29.35 ألف                      |
| العاصمة                                                   | كيتو                           | ماجورو                         |
| اللغة الرسمية                                             | اللغة الإسبانية، كيشوا ‏، شوار ‏ | لغة إنجليزية، اللغة المارشالية |
| العملة                                                    | دولار أمريكي، سوكري إكوادوري   | دولار أمريكي                   |
| الناتج المحلي الإجمالي (بليون دولار)                      | 103.06 مليار                   | 199.40 مليون                   |
| الناتج المحلي الإجمالي (تعادل القوة الشرائية) بليون دولار | 185.24 مليار                   | 207.25 مليون                   |
| الناتج المحلي الإجمالي الاسمي للفرد دولار أمريكي          | 6.21 ألف                       | 3.38 ألف                       |
| الناتج المحلي الإجمالي للفرد دولار أمريكي                 | 11.37 ألف                      | 3.80 ألف                       |
| مؤشر التنمية البشرية                                      | 0.746                          |                                |
| رمز المكالمات الدولي                                      | +593                           | +692                           |
| رمز الإنترنت                                              | .ec                            | .mh                            |
| المنطقة الزمنية                                           | 00                             | ت ع م+12:00                    |

## منظمات دولية مشتركة
يشترك البلدان في عضوية مجموعة من المنظمات الدولية، منها:
| علم المنظمة | اسم المنظمة                   | تاريخ انضمام الإكوادور | تاريخ انضمام جزر مارشال |
| ----------- | ----------------------------- | ---------------------- | ----------------------- |
|             | البنك الدولي للإنشاء والتعمير | 28 ديسمبر 1945         | 21 مايو 1992            |
|             | يونسكو                        | 22 يناير 1947          | 30 يونيو 1995           |
|             | الاتحاد الدولي للاتصالات      | 17 أبريل 1920          | 22 فبراير 1996          |
|             | مؤسسة التمويل الدولية         | 20 يوليو 1956          | 23 سبتمبر 1992          |
|             | منظمة الشرطة الجنائية الدولية | ?                      | ?                       |
|             | الأمم المتحدة                 | 21 ديسمبر 1945         | 17 سبتمبر 1991          |
|             | مؤسسة التنمية الدولية         | 7 نوفمبر 1961          | 19 يناير 1993           |
|             | منظمة حظر الأسلحة الكيميائية  | ?                      | ?                       |

## وصلات خارجية
- موقع وزارة الخارجية الإكوادورية